# Molino Viejo de Gátova
El Molino Viejo de Gátova, Molino del Cachumbito, también llamado Molino de Iranzo, es un antiguo molino de viento, actualmente en desuso. El edificio está catalogado desde 1998 como bien de relevancia local, con el código 46.902-9999-000003. Es una obra de arquitectura rural tradicional que los lugareños conocen como "Molino de la Fuente de Iranzo” o "de La Cobatica".  

## Localización
Se encuentra en el municipio de Gátova, ubicado en la comarca del Camp de Túria. Sus cimientos están asentados a 800 metros sobre el nivel del mar. Es de autor desconocido y de datación incierta. No se tiene certeza de la datación del Molino Viejo de Gátova pero se nombran molinos en dicho municipio ya en el Llibre del Repartiment de València. Este atestigua la donación de los hornos y los molinos de “Marmas” (Marines) y “Jatava” (Gátova) de Jaime I a Pere Sanç de Maranyon el 13 de septiembre de 1238,por lo que estos molinos serían usados por los musulmanes, fueran hechos por ellos o anteriormente por los romanos. Esta última hipótesis estaría respaldada por el hecho que Hispania era considerada el granero de Italia.

## Características formales
El Molino Viejo es de planta circular y de forma cilíndrica. Está realizado en piedra calcárea con mortero. La circunferencia que crea su forma tiene un diámetro exterior de 7’42 m e interior de 4’32 m. Su altura es 4’6 m. El grosor de su muro es de 1’5 m en la base y de 0’8 m en la parte superior. Los elementos constructivos están muy simplificados, no dispone de ornamentación, es una obra de arquitectura funcional.

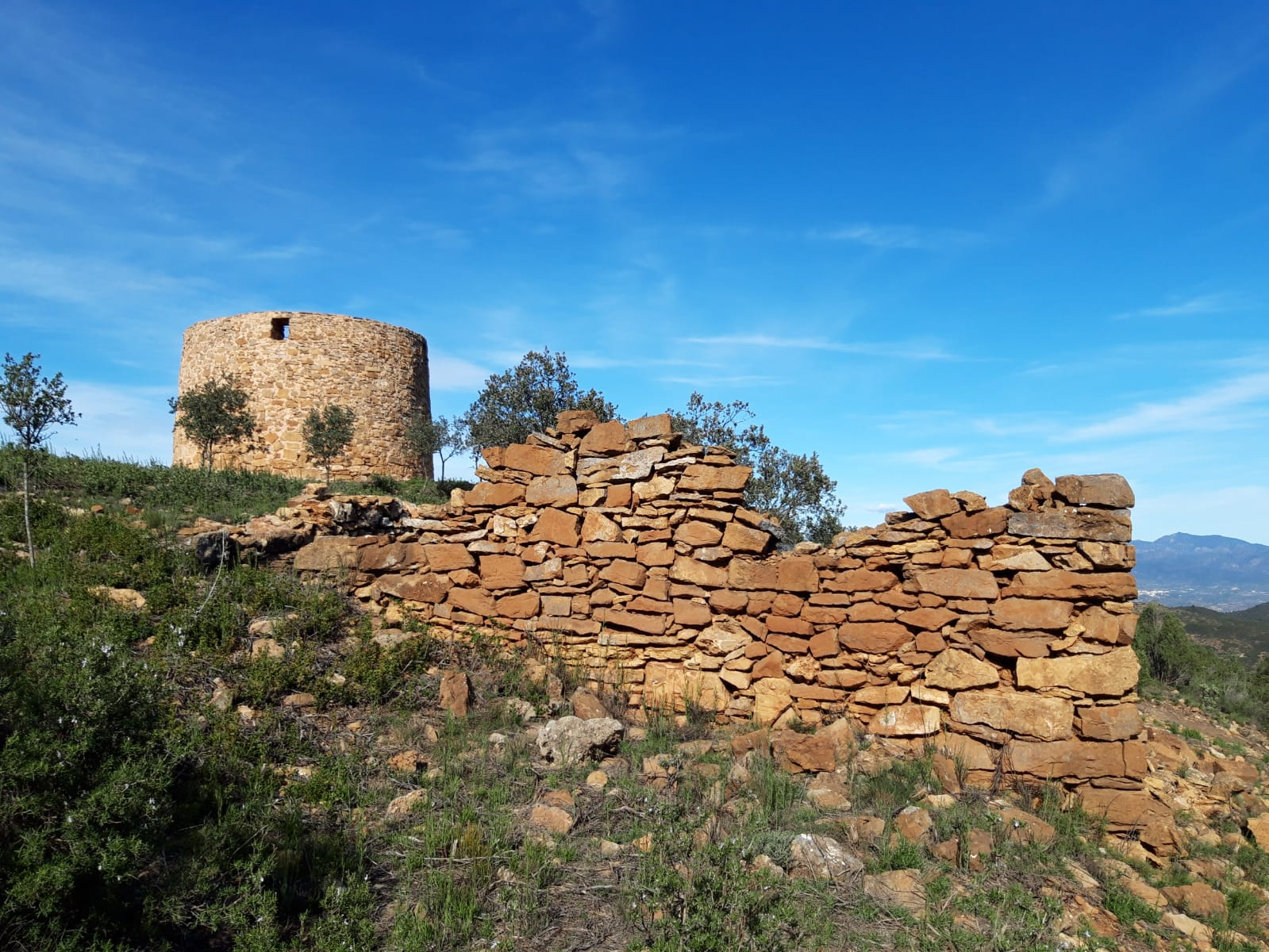
Restos de la caseta del molinero en primer plano y Molino Viejo de Gátova al fondo.

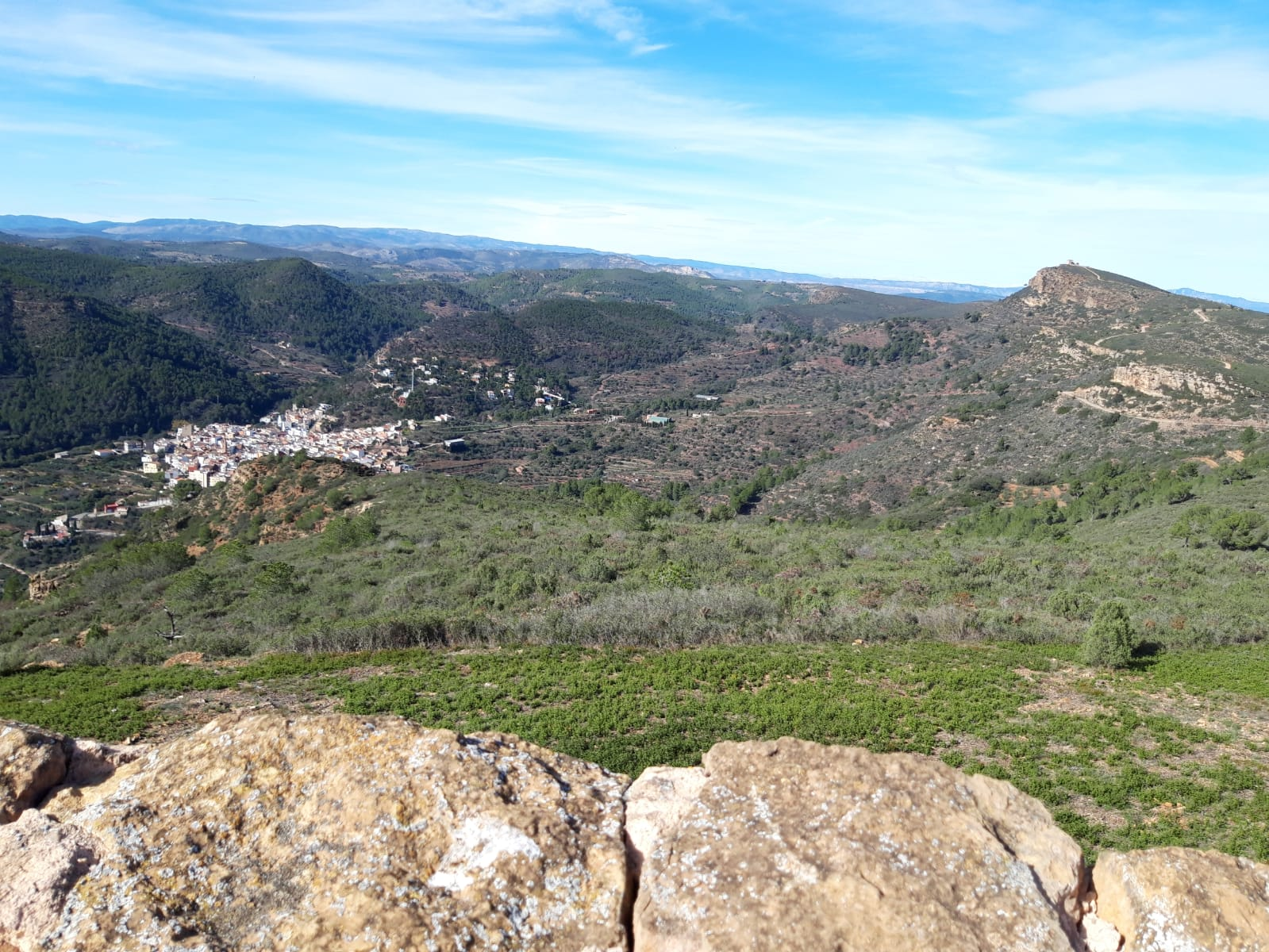
Vistas desde la parte superior del Molino Viejo de Gátova. A la izquierda el pueblo de Gátova y a la derecha el Pico del Águila.

## Función y significado
Los molinos de Gátova se construyeron con la finalidad de obtener alimentos, servían para moler trigos y cereales para obtener harinas. Eran molinos de viento, servían para aprovechar la fuerza eólica para moler. El investigador local Eladio Suarep Esteve recogió la tradición oral local sobre estos molinos. Según dichos testimonios el Molino de Iranzo dejó de funcionar en 1877. El último molinero se llamaba Lorenzo Gimeno Velarte y vivía en una casa junto al molino, a aproximadamente veinte pasos concretamente, conocida por los vecinos como “la caseta del monte”.

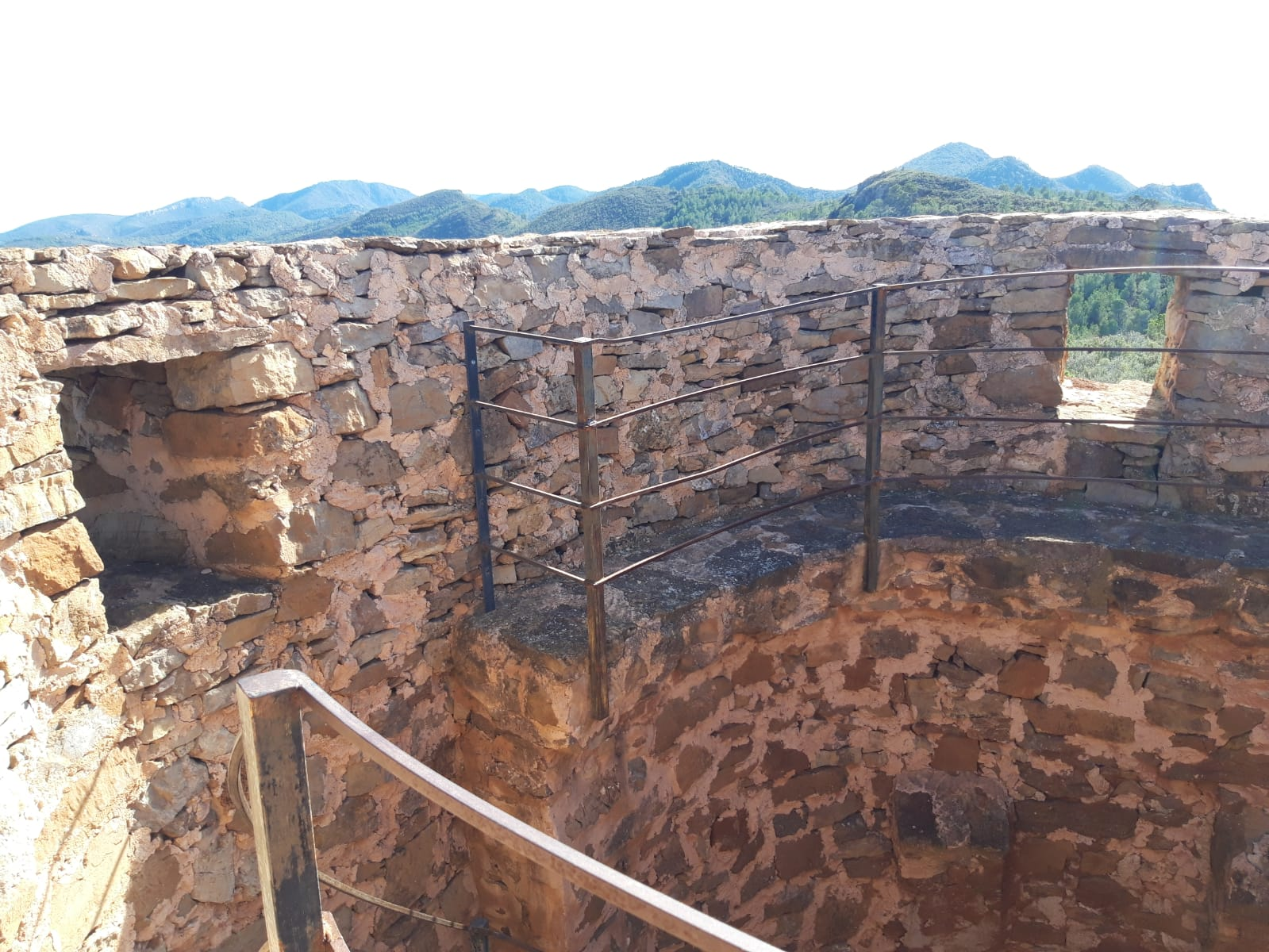
Parte superior del Molino Viejo de Gátova.

## Restauración y nueva funcionalidad
El 8 de mayo de 1997 el ayuntamiento de Gátova aprobó un presupuesto de 1.802.000 pesetas para la reconstrucción del Molino de Iranzo. Fueron restauradas sus paredes y se acondicionó su entorno. En el interior sólo quedan los restos de un arco y una escalera de piedra mediante la que se accede a la parte superior. En la actualidad es una ruina visitable, convertida en un mirador paisajístico. Desde lo alto de éste se tiene una vista panorámica de la comarca del Camp del Turia, l'Horta Nord, Alto Palancia, Camp de Morvedre, Plana Baixa, etc. Se encuentra en el Parque Natural de la Sierra Calderona. Forma parte de un itinerario de senderismo y trail running de 10 km y de dificultad media, llamado “Ruta de los Molinos y Pico del Águila”.

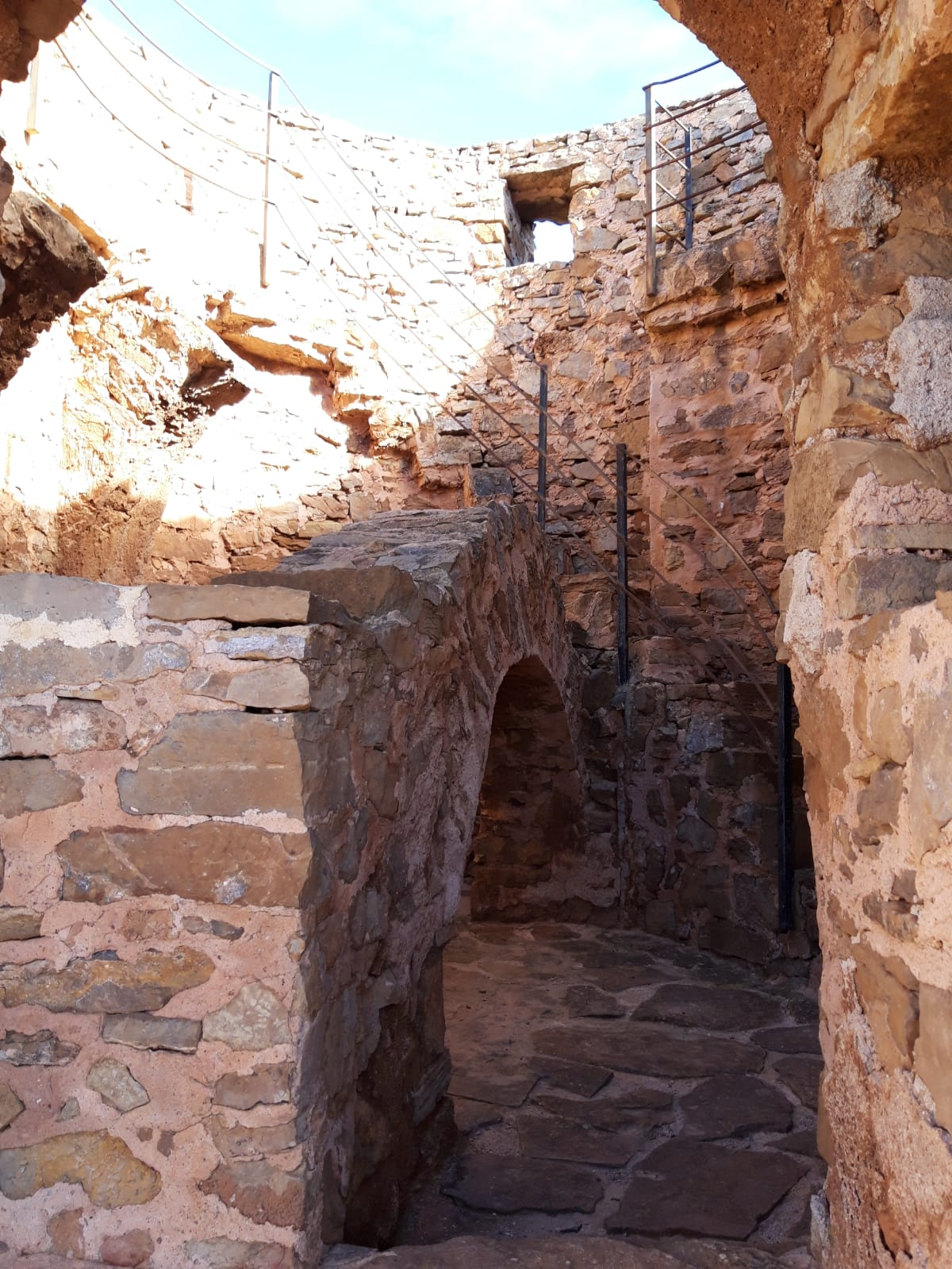
Restos del interior del Molino Viejo de Gátova. Arco y escalera.